# Риф Мальґера

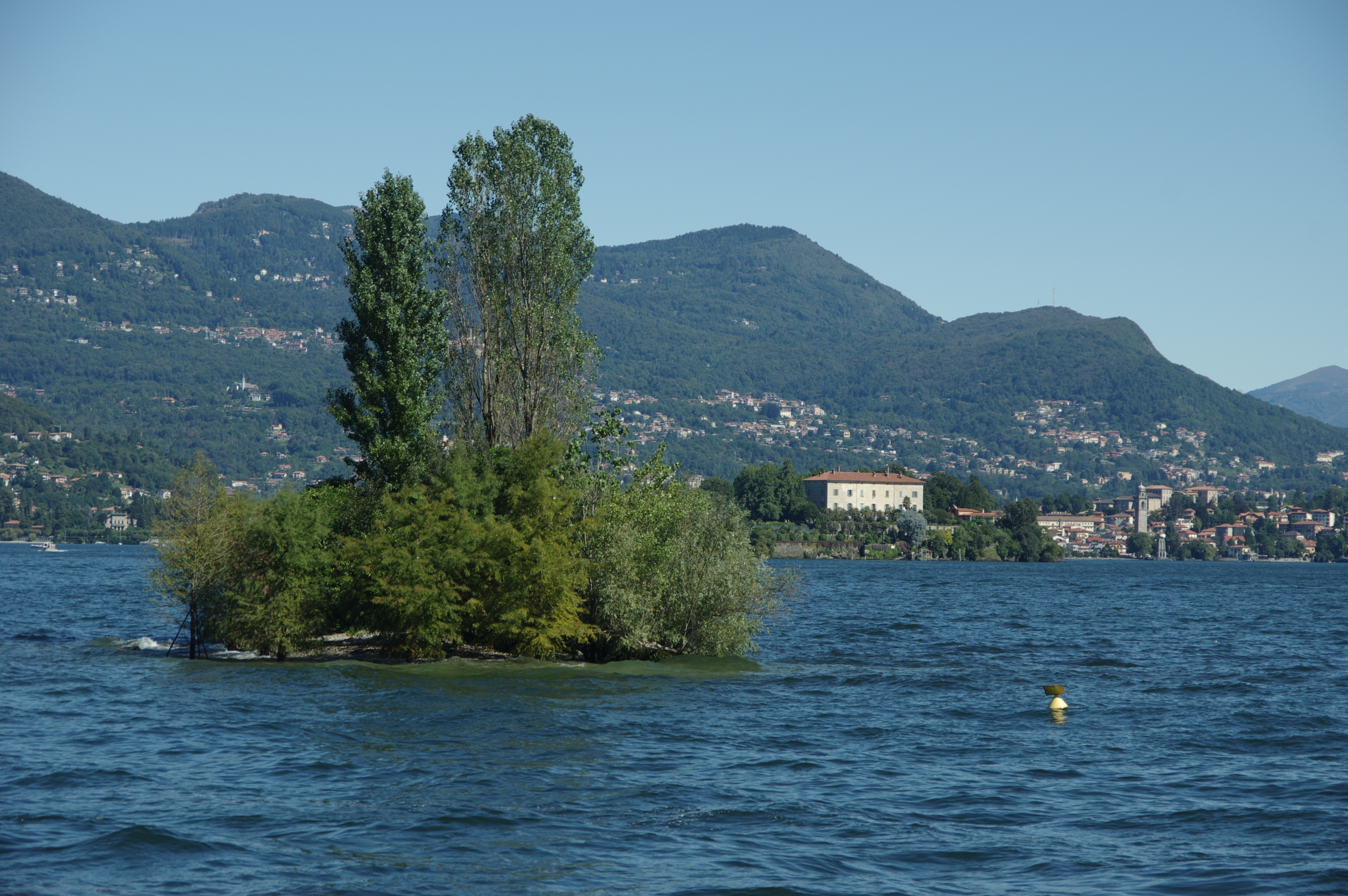
Острови Борромео

Риф Мальґера - це невеликий скелистий острівець, розташований між о.Белла і о. Рибалок, входить до складу міста Стреза на озері Маджоре, Італія.
Мальґера є найменшим з островів Борромео (33 м завдовжки і 22 м завширшки ; площа близько 600 кв.м ) і є незаселеним. Присутній невеличкий піщаний пляж. Дістатися сюди можна на лише на приватному човні; цей своєрідний притулок для чайок частково покритий кущами.